# María Josefa Lastiri Lozano
María Josefa Francisca Úrsula de la Santísima Trinidad Lastiri Lozano (Tegucigalpa, Honduras, 20 d'octubre de 1792 - San Salvador, El Salvador, 1846), fou, successivament, la primera Dama de les Províncies Unides de l'Amèrica Central (1830-1834) i d'El Salvador (1839-1840), com a esposa del general Francisco Morazán Quezada, cabdill unionista centreamericà.
Maria Josefa Lastiri Lozano, va ser filla de Juan Miguel Lastiri i Margarita Lozano i Borjas. Es va casar en primeres núpcies al 1818 amb el ric hisendat José Esteban González Travieso i Rivera Zelaya (qui va morir al 1825, a l'edat de 39 anys), amb qui va tenir quatre fills: Ramona, Paulina, Tomasa i José Esteban González Travieso Lastiri. En segones núpcies es va casar a la ciutat de Comayagua, Hondures, el 30 de desembre de 1825, amb Francisco Morazán Quesada, amb qui va tenir una filla única, Adela Morazán Lastiri.
Va ser Primera Dama de l'Estat d'Hondures de 1827 a 1830, de la República Federal de Centreamèrica de 1830 a 1834 i de 1835 a 1839 i de l'Estat del Salvador de 1839 a 1840. Va recolzar al general Morazán en les seves activitats polítiques i militars, en la qual cosa va perdre pràcticament tot el quantiós patrimoni heretat de la seva família i del seu primer marit. A causa de les incessants lluites que van assolar al Salvador en aquesta època, va haver de sortir de país a principis de 1840 i va sol·licitar asil a Costa Rica. El Govern costa-riqueny va expressar que l'hi atorgaria, si ella i els seus acceptaven radicar-se a la ciutat d'Esparza. Maria Josefa va rebutjar la condició i va marxar a Chiriquí, on poc després se li va unir el seu marit. Quan aquest va prendre el poder a Costa Rica, va enviar un vaixell expressament noliejat a Chiriquí, per recollir a Maria Josefa i la seva família.
Després de la caiguda i afusellament de Morazán al setembre de 1842, María Josefa i la seva família van tornar al Salvador. Va morir abatuda a la ciutat de San Salvador al 1846.